# 腹話術
腹話術（ふくわじゅつ、英: ventriloquism）は、口を動かさずに唇を少し開けた状態で音声を出し、人形が喋ったり音を出したりしているように見えたり聞こえたりさせる技能。一般的には人形の後ろに手を入れて、人形の口を手で開閉しながら、自分が出す人形の声は、唇を少し開いたまま口は動かさないで喋る形式をとっている。
腹話術を演じる人を腹話術師という。

## 歴史

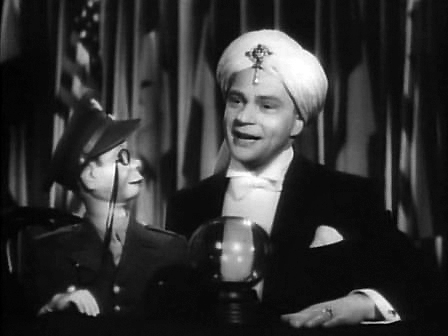
腹話術師のエドガー・バーゲンと相棒の人形チャーリー・マッカーシー（1943年）

もともと腹話術は、古代において呪術や占いの一部として神秘的な力をアピールするために用いられていた。また、聖書にも腹話術のこととみられる記述がみられる。紀元前5世紀頃のギリシャの聖職者エウリクレスはほとんど唇を動かさずに声を発することができたとされている。
中世になって魔女狩りが行われるようになると、腹話術師たちも迫害の対象となった。この時代の腹話術師としてはケントの聖処女として知られるエリザベス・バートンが挙げられる。彼女は19歳のときに占いの力があることを自覚し、腹の中からの声を使ってお告げを行っていた。カンタベリー大司教であるトマス・クランマーによると、彼女の声は酒樽から出てくるようだが唇は動かなかったという。
1584年にイギリスのレジナルド・スコットは『Discovery of Witchcraft』（『妖術の開示』）を出版した。この本は魔女狩りによって無実の人が迫害されるのを阻止するための出版されたもので、奇術の方法などが紹介されているが、その中に腹話術がトリックであることも暴露されている。
時代が進むと徐々に腹話術は娯楽としても楽しまれるようになる。1624年にフランスのリシュリュー枢機卿が雇ったコレ、1655年にイギリスの宮廷で腹話術を披露していたファニグスなどの腹話術師が挙げられる。1661年には、バチカンの司書であるレオ・アラティウスが『De Engastrimthyo Syntagma』『De Engastrimtho Dissertatio』という腹話術に関する論文を書いた。
18世紀頃においては、ロンドンの鍛冶屋のサミュエル・ハニマンが腹話術の能力を使っていたが、金儲けや呪術のためではなく、いたずらの目的で演じていた。1714年9月には、クラブで石炭商のトマス・ブリッテンを腹話術を使って脅かし、数日後には死亡させてしまった。しかし、ハニマンがこの件で罪に問われることはなかった。この時期の腹話術師としては他にトム・キング、ジェイムズ・ビック、ジョン・クリンチがいる。これらの人々はショーとして腹話術を見せていた。
腹話術のショーで人形を使うアイディアを始めて考案したのはオーストリアのバロン・フォン・メンゲンと考えられている。1750年、彼はショーのときに人形を使い、人形の声を出しているときに人形の口を動かすことによって本当に人形がしゃべっているように見せた。また、彼は1770年には腹話術の方法を書簡に記した。
その後も多くの腹話術師が舞台で活躍している。また、奇術と腹話術のコラボレーションもみられるようになる。1800年、ジェイムズ兄弟（ヴァルとフィッツ）は、ヴァルが奇術でフィッツが腹話術と役割分担をして演じた。ルイ・アポリネール・クリスティーン・エマニュエル・コントやジョージ・サットンも奇術師でありかつ腹話術師である。ジョージ・サットンは機械仕掛けの人形を使い、人形がしゃべっているときに口を自動的に動かした。また、1833年に『腹話術論』を出版したが、これは腹話術師が腹話術について書いた最初の本となる。
シカゴ出身の腹話術師エドガー・バーゲンは、人形のチャーリー・マッカーシーとともに、1930年代から1940年代にかけてラジオ放送で大きな人気を得た。チャーリーの漫画や玩具が商品化され、さらに1938年には『紹介状』として映画化されている。またチャーリーはサンフランシスコの一日市長となったこともあり、『タイム』誌では歴史上最も有名な人形と評されている。
近年では腹話術は単なる娯楽に留まらず、精神障害を持つ子供の教育に利用する動きもある。
2017年、ダルシー・リン・ファーマーは『アメリカズ・ゴット・タレント』で腹話術を披露して優勝した。
日本では、2000年5月に特定非営利活動法人日本腹話術師協会（Japan Ventriloqusits' Association）が設立された。（NPO法人取得2001年10月、2014年法人格返上、2021年JVA<Japan Ventriloquism Activity>仮称：日本腹話術愛好者の会に商号変更予定）。2011年9月現在の個人会員数313名。加盟団体数15団体。

## テクニック
腹話術では、口・唇・顎の筋肉を動かさないでしゃべるのであって、完全に唇を閉じているわけではない。母音の「イ」を発音する程度に唇は開けられている。マ行、バ行、パ行といった動唇音（破裂音）は唇をいったん閉じないと普通は発音できないため、こういった音を含む語句はなるべく用いないように台詞を考えたほうがよい。例えば「パパとママ」という語句はマ・パという動唇音を含むので、「お父さんとお母さん」に置き換えた方がやさしくなる。また、どうしても使わなくてはならない場合は、パ行をカ行の音で代用するなど、動唇音の部分だけを別の似た音にかえることもある。熟練すれば、上の前歯や舌を上下の唇の代わりとして用いることにより、唇を動かさずに動唇音を発することもできるようになる。

## 腹話術師
日本
- いっこく堂
- 川上のぼる
- 川上じゅん
- 笑福亭笑子
- 花島三郎
- 三遊亭小金馬
- 春風イチロー - 牧師と兼任した
- 池田武志
- 澄川久
- ポンちゃん一座
- しろたにまもる
- 福大介
- 福小介
- わがし
- よしおかつかさ

日本国外
- ロン・ルーカス
- Darci Lynne
- エドガー・バーゲン
- ジラ&トッテ
- 鄧志鴻